# Emilio Leciguyena
Emilio Leciguyena Jiménez (Préjano, 19 de agosto de 1903-Autol, 6 de septiembre de 1936) fue un político socialista español, alcalde de su localidad natal, ejecutado víctima de la represión del bando franquista durante la guerra civil.
Fue elegido concejal de Préjano en las elecciones municipales de 1931 que dieron lugar a la proclamación de la República. En 1933 sustituyó como alcalde a Cecilio Jiménez que había dimitido por motivos de salud. Ese mismo año entregó las llaves de ayuntamiento para un acto en donde se izó una bandera anarquista, motivo por el cual fue destituido y condenado a cuatro meses de prisión tras denunciar los hechos el Centro Católico local. Con la victoria del Frente Popular en las elecciones generales de 1936, fue repuesto en su cargo. Después del golpe de Estado de julio del mismo año fue detenido por los sublevados y llevado a Arnedo, donde ingresó en prisión. El 6 de septiembre fue sacado junto a otros detenidos por un grupo de falangistas y asesinado en la sierra de Los Agudos (Autol) junto a otros diez vecinos de la localidad, entre ellos el anterior alcalde, Cecilio Jiménez y su hermano Nicolás.